# ITU G.992.2
Технология ADSL G.lite, Рекомендация МСЭ-Т G.992.2 — вариант ADSL, не требующий установки сплиттера на стороне пользователя, хотя и работает лучше с ним, как и любая другая ADSL-технология. G.lite более устойчив к помехам и меньше страдает от длины соединительной линии при той же пропускной способности, однако его максимальная пропускная способность заметно ниже, чем G.dmt (G.992.1), и составляет до 1,5 Мбит/с от сети к пользователю и до 512 кбит/с от пользователя к сети.

## UADSL
UADSL — Universal ADSL — универсальный ADSL.
Является упрощённым аналогом технологии ADSL и ориентирована на абонентов квартирного сектора. Оборудование этой технологии дешевле и проще в установке.
Максимальные скорости обмена данными составляют:
- 1,5 Мбит/с в направлении к абоненту и 384 кбит/с — в обратном направлении при длине абонентской линии до 3,5 км;
- 640 кбит/с в направлении к абоненту и 196 кбит/с — в обратном направлении при длине абонентской линии до 5,5 км.